# Kiara Kabukuru
Kiara Kabukuru (ur. 31 lipca 1975 w Kampali) – amerykańsko-ugandyjska modelka.
Gdy była dzieckiem, jej rodzina wyemigrowała z Ugandy do Kalifornii. Tam została odkryta przez fotografa mody Billa Bodwella, kiedy miała 16 lat. Początkowo podpisała kontrakty z agencjami w Los Angeles i Nowym Jorku, a w 1993 dotarła do Paryża, Londynu i Mediolanu. Na wybiegu prezentowała kolekcje takich projektantów jak: Alexander McQueen, Calvin Klein, Chanel, Christian Lacroix, Dries van Noten, Fendi, Gucci, Hussein Chalayan, Karl Lagerfeld, Miu Miu, Óscar de la Renta, Ralph Lauren, Rifat Ozbek, Vivienne Westwood, Christian Dior, Gianni Versace. W 1998 jej zdjęcia pojawiły się w kalendarzu firmy Pirelli. Jej twarz zdobiła okładki międzynarodowych edycji „Vogue” i „Elle”. Wzięła udział w kampaniach reklamowych: L’Oréal, Covergirl, Victoria’s Secret, oraz Yves Saint Laurent.